# Kosmogodzilla
Kosmogodzilla (jap. スペースゴジラ Supēsugojira; ang. SpaceGodzilla) – fikcyjny olbrzymi potwór (kaijū),  zmutowany w kosmosie klon Godzilli, występujący w filmie Godzilla kontra Kosmogodzilla z 1994 roku.

## Charakterystyka
Kosmogodzilla to klon Godzilli powstały na skutek zderzenia czarnej dziury z komórkami Godzilli, które zasymilowały ze skrystalizowanymi organizmami. Komórki Godzilli prawdopodobnie przeniosła Mothra odlatująca w kosmos, by powstrzymać nadchodzący meteor albo Biollante, inny potwór stworzony z DNA Godzilli, która rozproszyła się w atmosferze po walce z Godzillą.
Kosmogodzilla wygląda jak Godzilla, tylko o większej muskulaturze, dłuższym ogonie i płetwach grzbietowych utworzonych z kryształów. Jego skóra jest koloru granatowego z wyjątkiem okolic brzucha i piersi, które są koloru różowo-fioletowego. Z barków wyrastają mu dwa ogromne kryształy, zaś jego potężny ogon jest zakończony kolczastą maczugą utworzoną z kryształów. Jego wydłużony pysk ozdobiony kłami na policzkach z jest podobny do tego u Biollante. Na czole ma kryształową wypustkę w kształcie diademu. Jego ramiona w stosunku do reszty ciała są chude i krótkie.
Z powodu zbytniego umięśnienia ma problemy z chodzeniem przez co wiele razy decyduje się na lewitację. Z kolei krótkie ramiona utrudniają mu walkę wręcz i preferuje ataki z dystansu używając swych specjalnych zdolności. Gdy jest zmuszony do fizycznej konfrontacji używa przede wszystkim ogona.
Podczas przebywania w przestrzeni kosmicznej jest porośnięty skrystalizowaną skorupą, z której wystaje jedynie łeb, przednia część torsu i połowa nóg.
Jest dość inteligentny, co pokazuje stosowanie różnych strategii. Jego działania pokazują, iż podbój Ziemi wyszedł z jego własnej woli aniżeli będąc czyimś sługą. O ile Godzilla kreowany jako siła natury jest neutralny, Kosmogodzilla wykazuje złowieszczość, jak np. więżąc Godzillę Juniora na oczach jego ojca.   

## Historia

### Godzilla kontra Kosmogodzilla
Kosmogodzilla pierwszy raz daje o sobie znać, gdy niszczy załogowego satelitę NASA. Nagranie zostaje pokazane podczas posiedzenia Counter-G Bureau i reprezentantów NASA. Wkrótce ONZ zaleciło wysłać tam M.O.G.U.E.R.Ę., robota będącego następcą Mechagodzilli. Kosmogodzilla wygrał potyczkę i udał się na Wyspę Narodzin, nowy dom Godzilli i jego syna Juniora, gdzie wcześniej wysłał kryształowe źródła energii. Tam zaatakował Juniora, czym zwrócił uwagę swego ziemskiego odpowiednika. Po nierównej walce pokonał Godzillę i uwięził Juniora w kryształowym więzieniu, po czym odleciał dalej.
Kosmogodzilla przeleciał nad Sapporo, Yamagatą i Kuwaną, aż osiedlił się w Fukuoce i zbudował kryształową fortecę wokół Fukuoka Tower stając się jego źródłem energii. Do Fukuoki przybyła wpierw M.O.G.U.E.R.A. oraz ścigający go Godzilla. Po serii zebranych cięgów Godzilla w końcu zaczął niszczyć kryształy, by osłabić moc Kosmogodzilli. Dodatkowo M.O.G.U.E.R.A. rozdzieliła się na dwa pojazdy: Star Falcon, który atakował Kosmogodzillę z powietrza i Land Moguera, który w międzyczasie uszkodził Fukuoka Tower. Pozbawiony głównego źródła mocy Kosmogodzilla stał się słabszy, zaś Godzilla i M.O.G.U.E.R.A. zniszczyli jego kryształy na barkach. Gdy Kosmogodzilla zdążył za pomocą ogona pozbyć się M.O.G.U.E.R.Y. Godzilla zdobył na tyle sił, by silniejszym termonuklearnym promieniem wysadzić kosmicznego klona w powietrze. Tym samym Junior został oswobodzony ze swego więzienia, zaś Godzilla rozpoczął powrót na Wyspę Narodzin, by zjednoczyć się ze swym synem.

### Godzilla Island
W pierwszych pięciu odcinkach Godzilla Island xilieńska agentka Zagres zaatakowała wyspę, na której mieszkały Godzilla i inne potwory. Wkrótce wypuściła Kosmogodzillę do ataku. Kosmogodzilla dotarł do centrum dowodzenia i je zaatakował. Gdy Godzilla przybył, nie był w stanie pokonać swego kosmicznego odpowiednika. Obecna na wyspie inna kosmitka, Torema podpowiedziała Godzilli, aby zniszczył kryształy na barkach Kosmogodzilli. Godzilla zastosowawszy się do tego strzelił swoim termonuklearnym promieniem, wysadzając kryształy. Statki Godzilli i Toremy strzelają promieniami, a połączone wysiłki niszczą Kosmogodzillę.
Kosmogodzilla wrócił jako duch i po opętaniu Godzilli i atakował wszystkich wysysając energię, dopóki nie zainterweniował King Caesar. Kosmogodzilla oddzielony od Godzilli zmartwychwstał i zaczął atakować Godzillę. Godzilla wraz z Godzillą Juniorem pokonał Kosmogodzillę. Niedługo potem Kosmogodzilla wrócił w nowej, silniejszej formie fizycznej o nazwie Super Special SpaceGodzilla High Grade Type 2 (jap. スーパースペシャルスペースゴジラハイグレードタイプ2 Sūpā Supesharu Supēsugojira Hai Gurēdo Taipu Tsū), i mógł kopiować ruchy swoich wrogów, dzięki nowym umiejętnościom i złotym kryształom barku nadanym przez Mroczne Galaktyczne Imperium. Dzięki współpracy Misato Jingūji Godzilla zniszczył kryształ z lewego ramienia Kosmogodzilli, a ten uciekł w przestrzeń kosmiczną.

### Komiksy
Kosmogodzilla pojawił się w serii komiksowej z udziałem Godzilli wydanych przez IDW Publishing, gdzie ukazany został jako jeden z największych wrogów Godzilli. Pierwszy raz wystąpił pod koniec serii Godzilla: Kingdom of Monsters, gdzie przebywając na Księżycu planował inwazję na Ziemię. Stamtąd ruszył na Londyn wraz z Hedorą, Giganem i Monster X-em. Tam został zaatakowany przez Tytanozaura i Battrę, gdzie po krótkiej wygranej walce udał się do Nowego Jorku, gdzie u boku Monster X-a walczył przeciw Godzilli i Kiryu. Podczas walki Kosmogodzilla, został osłabiony działem Zera Absolutnego od Kiryu, co wykorzystał Godzilla zabijając go.
W serii Half-Century War pojawia się po wezwaniu psionicznym doktora Devericha. Po nawiązaniu kontaktu w Bombaju walczy z Godzillą i Mechagodzillą, poważnie uszkadzając tego drugiego. Podczas bitwy żołnierz Anti-Megalosaurus Force – Ota Murakami przywrócił zasilanie Mechagodzilli, by ten zniszczył kryształy, których Kosmogodzilla używał jako źródła swej mocy, podczas gdy Godzilla wykończył go termonuklearnym promieniem.
W serii Godzilla: Rulers of Earth Kosmogodzilla jest jednym z potworów omawianych na prezentacji na konferencji na Hawajach, gdzie doktor Kenji Ando mówi o istnieniu Megafauny. Doktor Ando żartobliwie pyta, czy to było najlepsze imię dla potwora. Gdy planujący podbój Ziemi kosmici zwani Cryogami analizowali swoje straty, zauważyli Kosmogodzillę kierującego się w przestrzeni kosmicznej. W tym celu wysłali Mechagodzille, które niszczy próżnia kosmosu. Później został wysłany Gigan, który został pokonany przez Kosmogodzillę, który udał się na Ziemię, wysyłając kryształowe meteoryty przed sobą.
Tam Kosmogodzilla został zaatakowany przez Trilopody, stwory wyhodowane przez Cryogów, i zaciągnięty do Los Angeles. W tym samym czasie i miejscu Trilopod, który przejął cechy Megaguirus przyciągnął Godzillę. Kosmogodzilla i Godzilla niechętnie weszli ze sobą sojusz, by pokonać zagrożenie ze strony Trilopodów. Podczas walki jeden z Trilopodów przejął cechy Kosmogodzilli. Po bitwie wycieńczony Godzilla zemdlał, zaś Kosmogodzilla zamierzał bezskutecznie go zbudzić. Na widok kolejnej fali Trilopodów Kosmogodzilla gniewnie ryknął w stronę wciąż nieprzytomnego Godzilli i uciekł w stronę kosmosu.
W serii Godzilla in Hell Kosmogodzilla walczył z Godzillą w zniszczonym Rio de Janeiro. Skrzyżowanie obu promieni spowodowało eksplozję Ziemi i śmierć obu potworów, zaś dusza Godzilli trafiła do piekła. W przemierzaniu kolejnych okręgów Godzilla spotkał Kosmogodzillę w towarzystwie w piekielnych demonów. Serce Godzilli miało zostać pochłonięte przez demony, aby uczynić go stałym sługą piekła. Jednak przy pomocy aniołów Godzilla był w stanie pokonać zastęp demonów i zniszczyć Kosmogodzillę na dobre.

## Tło produkcji
Pierwowzorem Kosmogodzilli był kosmiczny potwór wyglądający jak Król Ghidora i nazwany Cesarzem Ghidorą. Jednakże Tōhō uznało, że kaijū postrzegany jako zbyt podobny do Orochiego z nadchodzącego filmu z Yamato Takeru. Telekinetyczne umiejętności Kosmogodzilli i promień z paszczy zwany wiązką koronną (jap. コロナビーム Korona Bīmu; ang. Corona Beam) jest pozostałością jednej z proponowanych zdolności Cesarza Ghidory.
We wczesnej wersji scenariusza Godzilla kontra Kosmogodzilla prototypem Kosmogodzilli był AstroGodzilla (jap. アストロゴジラ Asutorogojira) oparty przede wszystkim oparte na lodzie, a nie na kryształach, i został opisany jako czysto biały i posiadający ogromne skrzydła zamiast płetw grzbietowych. W tej wersji AstroGodzilla został stworzony przez komórki Biollante. AstroGodzilla miał również zdolność telepatycznego kontrolowania innych form życia i wykorzystywał tę moc do przejęcia kontroli nad Miki Saegusą i małym Godzillą. W końcu Shinichirō Kobayashi, który wcześniej napisał scenariusz do Godzilla kontra Biollante, zaproponował pomysł krystalicznego klona Godzilla zwanego Kryształowy Godzilla (jap. クリスタルゴジラ Kurisutarugojira; ang. CrystalGodzilla). Jedna z koncepcji polegała na przekształcaniu się Kryształowego Godzilli w imitację poprzednich wrogów Godzilli, a także w duplikat samego Godzilli, którego prawdziwą postacią było cienkie, czworokątne stworzenie podobne do szkieleta.
Ostateczny wizerunek Kosmogodzilli autorstwa Minoru Yoshidy został oparty na zmodyfikowanym wyglądzie Super Godzilli z gry komputerowej na SNES Super Godzilla.